# 林升
林升（?—?），字雲友，又字夢屏，南宋溫州平陽（今屬浙江省）人，約生活在宋孝宗年間。

## 生平
生平不詳。死後葬於西程山。《西湖遊覽志餘》錄其詩一首。譴責南宋朝廷不思收復失地，在杭州大造宮殿園林、樓台亭榭、歌舞昇平。林升在宿新住宿徐公店，在牆上提詩〈題臨安邸〉諷刺當朝的統治者，是諷喻詩中的傑作。

## 作品

### 題臨安邸
山外青山樓外樓，西湖歌舞幾時休？
暖風熏得遊人醉，直把杭州作汴州。

### 長相思
和風熏，楊柳輕，鬱郁青山江水平，笑語滿香徑；
思往事，望繁星，人倚斷橋雲西行，月影醉柔情。

### 洞仙歌
飛架壓水，虹影澄清曉。桔里漁村半菸草。嘆今來古往，物換人非，天地裡、惟有江山不老。雨巾風帽，四海誰知我，一劍橫空幾番過？按玉龍、嘶未斷，月冷波寒；歸去也，林壑洞門無鎖。認雲屏煙嶂是吾廬，任滿地蒼苔，年年不掃。

## 家庭
- 祖父：林清
- 父親：林仲美
- 妻子：楊氏
- 兒子：林雄、林熙
- 孫子：林方大